# Chiesa di San Martino (Borzonasca)
La chiesa di San Martino è un luogo di culto cattolico situato nella frazione di Montemoggio nel comune di Borzonasca, nella città metropolitana di Genova. La chiesa è sede della parrocchia omonima del vicariato di Sturla e Graveglia della diocesi di Chiavari.

## Storia e descrizione
La sua comunità parrocchiale fu istituita nel XIII secolo, ma in seguito assoggettata alla parrocchia di Sant'Andrea di Borzone; la separazione da essa avvenne nel 1626 quando il vescovo di Genova monsignor Domenico de' Marini ne ricostituì, il 18 luglio, la comunità parrocchiale.
La consacrazione della chiesa avvenne il 19 agosto del 1916 da monsignor Giovanni Gamberoni della diocesi chiavarese.